# Pentameter
A pentameter az antik eredetű időmértékes verselés egyik tradicionális sorformája.
Elnevezése, „öt ütem”, félrevezető lehet, mivel valójában a hexameter egyik változatáról van szó: eszerint a pentameter módosult hexameter, melynél a harmadik és a hatodik verslába csonka spondeus (vagyis csak egy hosszú szótagból áll), ezért fél versláb. Így jön ki az öt versláb: 1+1+0,5+1+1+0,5.
A csonka verslábakat szünet egészíti ki. A klasszikus pentameter első felében csak az egyik daktilus helyébe léphetett spondeus, a sor második fele azonban már kizárólag daktilusokból állt.
A pentameter ütemképlete legtöbbször: – υ υ | – υ υ | — ^ | | – υ υ | – υ υ | — ^ vagyis két daktilust követ egy csonka spondeus, amit cezúra választ el a következő verslábtól (a cezúra jele:||).

## A pentameter használata a magyar irodalomban
„Add te Psychéd nekem, Amor, ah add! s vedd lantomat érte,

Így majd a legszebb két öröm istene léssz.”
„Én-e Psychémet, Apoll, s e lantért? lant nekem a nyíl”

Mond ez, s íme nyila már az egekre repül.
S amint zengve repűl az Olympusig, hexameter lesz,

Amint zengve leszáll, oh csuda! pentameter.
A pentameter önállóan nem használatos, a hexameterrel párosulva alkotja a disztichont, mely az ókor óta kedvelt versforma. Talán legismertebb ókori példája Szimonidész epigrammája a thermopülai ütközetben elesett spártaiak emlékére. Ennek két különböző fordításában figyelhetjük meg a pentameter lüktetését:
Itt fekszünk, Vándor, vidd hírül a spártaiaknak:
Megcselekedtük, amit megkövetelt a haza.
(Ponori Thewrewk Emil fordítása)
Arramenő mondd meg Spártának hogy pihenünk s az
Ős hagyományaiért hullt el a hősi sereg.
(József Attila fordítása)
Sylvester János 1541-es Újszövetség fordításának ajánló versében találunk példát arra, amikor a pentameter első felében a daktilus helyett spondeus áll, a második felében azonban szabályosan követik egymás az ütemek:
Próféták által szólt rígen néked az Isten,
s az kit igírt imé, végre megadta Fiát.
A disztichon Kisfaludy Károly óta vált általánosan ismertté a magyar irodalomban Mohács című művével, de klasszikus példa Kölcsey Ferenc Huszt című epigrammája is:
Bús düledékeiden, Husztnak romvára megállék!
Csend vala felleg alól szállt fel az éjjeli hold. (Kölcsey: Huszt)
Él magyar, áll Buda még! a mult csak példa legyen most,
S égve honért bizton nézzen előre szemünk,
És te virulj, gyásztér! a béke malasztos ölében,
Nemzeti nagylétünk hajdani sirja Mohács! (Kisfaludy: Mohács)

## Példák
(dőlten szedve a csonka lábak)
- Ovidius: Tempora | sí fue|rint || nubila,| solus e|ris.
- Weöres Sándor: Az éjszaka csodái:

s szemközt a sarkon a cégtábláról
furcsán szökken a pentameter-sor elő:
„Tóth Gyula | bádogos | és || vízveze|ték szere|lő.”